# Massive Assault
Massive Assault — компьютерная игра в жанре варгейм, созданная 2003 году студией Wargaming.net и выпущенная компанией Медиа-Сервис 2000. Игра построена на трёхмерном движке и содержит оригинальную политическую систему, благодаря которой баланс сил может кардинально измениться в любой момент в ту или иную сторону.
Изначально Massive Assault появился в виде настольной игры в 1995 году, позже появилась и любительская компьютерная игра «Iron Age», в которой команда единомышленников оттачивала баланс, шлифовала правила, показатели сторон и т. п. последующие шесть лет, прежде чем взялась за коммерческую реализацию своего детища.

## Особенности игры
- Оригинальная политическая система, основанная на концепции «Секретных Союзников»;
- Продвинутый сетевой режим, позволяющий быстро подобрать противника соответствующего уровня;
- Турниры, клановые войны, система наград и рейтингов;
- 26 юнитов, делающих стратегию ведения боя максимально разнообразной;
- Интрига с поиском «Секретных Союзников»;
- Умный искусственный интеллект;
- Режим hotseat (многопользовательский);
- Редактор карт прилагается к игре.

## Сюжет
В 2056 году закончилась Третья мировая война, в которой Демократический Альянс уничтожил страны Оси Зла. Спустя пару лет был создан Союз Свободных Наций, и началась мирная жизнь. Технологические открытия позволили вскоре отправить в космос исследовательские экспедиции, чтобы открыть новые места для колонизации. Однако такая идиллия продержалась совсем недолго, и за белой полосой последовала чёрная. С 2094 по 2101 волнения и революции сотрясали одну страну вслед за другой. Революция в Германии, гражданская война в Финляндии, японско-аргентинская война, четвёртая революция в России…
Этот же период ознаменовался зарождением и созданием так называемой Тёмной Лиги (Phantom League), основанной региональными диктаторами и поддерживаемой мощными военными корпорациями. Многие страны сменили свой демократический облик, став полностью тоталитарными. Противостояние двух систем грозило вылиться в вооруженный конфликт, и весь мировой порядок держался буквально на волоске. А гонка вооружений все набирала обороты… Космическая экспедиция добилась успеха и открыла новую систему с подходящими для обитания планетами, и тут же началась их массовая колонизация. Наконец, новая война началась: Лига напала на одну из планет Свободных Наций. Повстанцы решили сперва захватить колонии, чтобы ослабить мощь Земли, а уже потом захватить и её. В этот непростой момент вам выпадает руководить армиями Свободных Наций, чтобы отбить атаку и уничтожить всплески деструктивного режима.

## Геймплей
Играть в Massive Assault можно как одному, так и вдвоем за одним компьютером, поддерживается и мультиплейер через Интернет. Одиночный режим предлагает для начала пройти несколько обучающих миссий, оттачивая своё военное мастерство в атаке или защите. Также имеются отдельные сценарии, позволяющие играть как за Свободные Нации, так и за Лигу, и несколько полноценных кампаний.
Игровой процесс не требует долгих часов на освоение. В отличие от многих пошаговых стратегий глобального доминирования, здесь нет дипломатии, не нужно строить и модернизировать здания, отсутствует сбор ресурсов.
Игра поделена на несколько основных фаз. В первой фазе необходимо раскрыть своих союзников (одного или нескольких) и купить, а затем выставить в государстве боевую технику. Затем начинается боевая фаза, по окончании которой игра напомнит, какие юниты ещё не стреляли.
- Фаза Партизан — Вы привлекаете силы местного сопротивления в странах, которые были захвачены на прошлом ходу;
- Боевая фаза — Вы передвигаете и стреляете своими юнитами;
- Фаза Мобилизации — Вы получаете доход во всех подконтрольных Вам странах, на который закупаете новые юниты. Количество денег ограничено;
- Фаза Раскрытия — Вы можете раскрыть любого имеющегося Секретного Союзника.

Чтобы захватить чужую страну, необходимо выбить оттуда вражеские войска и захватить столицу. У каждого юнита есть несколько основных показателей, таких как очки жизни, дальность хода, огневая мощь, дальнобойность и цена. Все это позволяет каждому из игроков выбирать свою, особую тактику для ведения боевых действий.

### Секретные союзники
Одной из главных особенностей игры является концепция Секретных Союзников. В начале сражения оба игрока получают равное количество стран-союзников, которые невидимы и неизвестны противнику. Вы можете раскрыть любого из Секретных Союзников на любом ходу, получив в поддержку свежие силы. Но необязательно раскрывать всех своих Секретных Союзников поочерёдно — раскрытие может быть совершено в любой удобный момент.

### Партизаны
Если противник совершает вторжение в нейтральную страну или страну Вашего нераскрытого союзника, Вы имеете право привлечь силы местного сопротивления в лице Партизан и разместить их в любой части страны. Партизаны немногочисленны, но они передвигаются и стреляют первыми, поэтому могут стать весьма эффективным средством в борьбе против вездесущего врага. Силы Партизан крайне полезны для блокировки узких проходов и уничтожения дорогих вражеских юнитов.

## Оценки
| Сводный рейтинг | Сводный рейтинг |
| Агрегатор       | Оценка          |
| --------------- | --------------- |
| GameRankings    | 79,73 %         |